# Darryl McDaniels
Darryl Matthews McDaniels (ur. 31 maja 1964 w Harlemie w Nowym Jorku, lepiej znany jako D.M.C.) – amerykański raper, członek i założyciel grupy Run-D.M.C.

## Dyskografia

### Albumy solowe
- Checks Thugs and Rock n Roll (2006)

### Z Run-D.M.C.
- Run-D.M.C. (1984)
- King of Rock (1985)
- Raising Hell (1986)
- Tougher Than Leather (1988)
- Back from Hell (1990)
- Down with the King (1993)
- Crown Royal (2001)

## D.M.C. w grach
- The Warriors – jako Scopes
- Guitar Hero: Aerosmith – jako on sam

## D.M.C. w filmach
- Życie na wrotkach – jako Garden D.J. Smooth Dee